# Паоло Гереро
Хосе Паоло Гереро Гонсалес (на испански: José Paolo Guerrero Gonzales) е перуански футболист, роден на 1 януари 1984 в Лима, Перу.

## Кариера
Паоло Гереро прави първи стъпки във футбола в детските и юношеските формации на Алианса Лима, където вкарва над 200 гола. През 2002 г. преминава в младежкия отбор на Байерн Мюнхен, като през 2003 стига до дублиращия отбор, който играе в Южната регионална лига. След 21 гола в 24 мача през сезон 2003/2004 Гереро е повикан да играе в А отбора. През 2006 подписва договор с Хамбургер ШФ до 2010 г., като трансферната сума се равнява на 2,8 милиона евро. През сезон 2007/2008 вкарва 9 гола за първенство и се нарежда на трето място в отбора по този показател.
Първите си мачове за националния отбор изиграва по време на квалификациите за Световното първенство през 2006. През 2007 участва на Копа Америка, където стига до полуфинал. Играе в четири мача и вкарва гол в първия от тях. През юни 2008 г. е наказан от ФИФА за 6 мача за обида срещу съдията на мача с Уругвай от световните квалификации.

## Успехи

### Клубни
- Шампион на Германия: 2005, 2006 (с Байерн)
- Носител на Купата на Германия: 2005, 2006 (с Байерн)
- Носител на Купата на лигата: 2004 (с Байерн)
- Носител на Купа Интертото: 2007 (с Хамбургер)
- Шампион на Южната регионална лига: 2004 (с Байерн II)
- Световно клубно първенство: 2012 (с Коринтианс)
- Кампеонато Палуста: 2013 (с Коринтианс)
- Рекопа Судамерикана: 2013 (с Коринтианс)
- Шампион на Бразилия: 2015 (с Коринтианс)

### Индивидуални
- Голмайстор на Южната регионална лига: 2003/2004 с 21 гола (с Байерн II)
- Голмайстор на Копа Америка: 2011 (с Перу)